# Merii sălbatici
Merii sălbatici este un film românesc din 1964 regizat de Alecu Croitoru. Rolurile principale au fost interpretate de actorii Dana Comnea, Ștefan Ciobotărașu, Silviu Stănculescu.

## Distribuție
Distribuția filmului este alcătuită din:
- Eugenia Eftimie
- Emil Bozdogescu
- Draga Olteanu-Matei — Saveta
- Silviu Stănculescu — Toma
- Gheorghe Radu — Napeu
- Dana Comnea — Solomia
- Emanoil Petruț — Cosma
- Ștefan Ciobotărașu — Dumitru
- Ileana Stana Ionescu — Anica
- Cătălina Pintilie
- Emil Boroghină
- Toma Dimitriu — Antim
- Nicolae Pomoje
- Violeta Berbiuc
- Elena Cruceanu
- Ana Ramadan
- Ernest Maftei

## Primire
Filmul a fost vizionat de 1.329.041 de spectatori în cinematografele din România, după cum atestă o situație a numărului de spectatori înregistrat de filmele românești de la data premierei și până la data de 31 decembrie 2014 alcătuită de Centrul Național al Cinematografiei.